# Jürgen Peter (Politikwissenschaftler)
Jürgen Peter (* 5. August 1956) ist ein deutscher Sozial- und Politikwissenschaftler. Er ist habilitierter Hochschullehrer am Institut für Sozialisationsforschung und Sozialpsychologie der Goethe-Universität Frankfurt am Main. 

## Wirken
Peter wurde 1994/95 bei Herfried Münkler und Hans-Gerd Jaschke in Frankfurt am Main zum Dr. phil. in Politikwissenschaft promoviert. Eine zweite Promotion erlangte er an der Medizinischen Fakultät der Universität Heidelberg bei Wolfgang U. Eckart, Hans-Jochen Diesfeld und Helmut Siefert. 2003/2004 habilitierte er sich bei Karola Brede, Peter Weingart und Wolfgang U. Eckart an der Universität Frankfurt am Main und erhielt 2005 die Venia legendi für Soziologie und historische Sozialpsychologie. 
In seiner Studie Der Historikerstreit und die Suche nach einer nationalen Identität der achtziger Jahre postulierte er, dass die deutsche „Präventivkriegsthese vielmehr als Teil der umfänglichen ‚Suche nach einer nationalen Identität‘ auf konservativer Seite einzuordnen“ ist. Zum Nürnberger Ärzteprozess veröffentlichte Peter eine Rezeptionsgeschichte auf umfassender Quellenbasis (Monographie von 1994, 1998 und 2013) und andere Schriften. Zur Rassenhygiene vor 1933/1934 erschien 2004 sein Buch Der Einbruch der Rassenhygiene in die Medizin.

## Veröffentlichungen
- Der Historikerstreit und die Suche nach einer nationalen Identität der achtziger Jahre. Haupt, Frankfurt am Main 1995.
- Der Nürnberger Ärzteprozeß im Spiegel seiner Aufarbeitung anhand der drei Dokumentensammlungen von Alexander Mitscherlich und Fred Mielke (= Schriften aus dem Sigmund-Freud-Institut Frankfurt am Main. Band 2). Lit, Münster 1994; 2. Auflage 1998; 3., überarbeitete Auflage 2013.
- Unmittelbare Reaktionen auf den Prozess. In: Angelika Ebbinghaus, Klaus Dörner (Hrsg.): Vernichten und Heilen. Der Nürnberger Ärzteprozess und seine Folgen. Aufbau, Berlin 2001, ISBN 3-351-02514-9, S. 452–475.
- Der Einbruch der Rassenhygiene in die Medizin. Auswirkung rassenhygienischen Denkens auf Denkkollektive und medizinische Fachgebiete von 1918 bis 1934. Mabuse, Frankfurt am Main 2004, ISBN 3-935964-33-1.
- hrsg. mit Gerhard Baader: Public Health, Eugenik und Rassenhygiene in der Weimarer Republik und im Nationalsozialismus. Gesundheit und Krankheit als Vision der Volksgemeinschaft. Mabuse, Frankfurt am Main 2018, ISBN 978-3-86321-407-4.

## Nachweise
1. ↑  Rezension: Vierteljahrschrift für Sozial- und Wirtschaftsgeschichte. Bd. 92 (2005), H. 2, S. 212 f.

| Personendaten    | Personendaten                                |
| ---------------- | -------------------------------------------- |
| NAME             | Peter, Jürgen                                |
| KURZBESCHREIBUNG | deutscher Sozial- und Politikwissenschaftler |
| GEBURTSDATUM     | 5. August 1956                               |